# Rieteilanden
De drie Rieteilanden zijn onderdeel van de Amsterdamse wijk IJburg in het stadsdeel Oost. Vrijwel alle straten zijn naar rietsoorten of andere oeverplanten genoemd.
Het Grote Rieteiland ligt tegen de westelijke helft van Haveneiland aan, gescheiden door de "Groene Tunnel", een brede gracht met ruimte voor natuur. De gracht is via sluizen verbonden met het IJmeer, waardoor het Grote Rieteiland geen vrijliggend eiland is in het IJmeer, in tegenstelling tot Rieteiland Oost en Kleine Rieteiland, dat naast Grote Rieteiland ligt. De langste straten zijn de Zwanebloemlaan en de Mattenbiesstraat. De Vennepluimstraat, Diemerparklaan en de Ruisrietstraat vormen via bruggen de verbinding met het Haveneiland - de Diemerparklaan verbindt via een tweede brug ook het Kleine Rieteiland. Verder is er een brug vanaf de Oeverzeggestraat naar het Diemerpark. Er is een basisschool, de Willibrordschool, op het Grote Rieteiland te vinden.
Het Kleine Rieteiland ligt tussen het Grote Rieteiland en het Diemerpark. De enige straat is de Lisdoddelaan. Op deze laan zijn vrijwel uitsluitend in eigen beheer gebouwde geschakelde villa's te vinden. Er was een grote vrijheid bij de bouw en een bijzondere, lage en diepe bouwvorm opgelegd. Dit heeft een bijzonder straatbeeld met een grote verscheidenheid aan architectuur opgeleverd, waarmee het een bezienswaardigheid vormt. Het Kleine Rietland is via een brug in de Diemerparklaan en een tweede brug voor fietsers verbonden met het Grote Rieteiland, en ook via een fietsersbrug met het Diemerpark.
Het Rieteiland-Oost is gelegen tussen het oostelijk deel van het Haveneiland en het Diemerpark, waarmee het via bruggen verbonden is. Sinds 2009 zijn hier vrijstaande villa's gebouwd. In 2011 heeft Tennisclub IJburg hier haar deuren geopend. Verder is kanovereniging Kano op IJburg er gevestigd.
 Abberdaan · Admiralenbuurt · Amstel III · Amsteldorp · Amstelkwartier · Andreas Ensemble · Apollobuurt · ArenAPoort · Bajeskwartier · Banne Buiksloot · Bedrijventerrein Sloterdijk · Bellamybuurt · Betondorp · Bijlmer · Binnenstad · Bloemenbuurt · Borgerbuurt · Borneo · Bos en Lommer · Buiksloot · Buiksloterham · Buikslotermeer · Buiteneiland · Buitenveldert · Bullewijk · Burgwallen Oude Zijde · Burgwallen Nieuwe Zijde · Centrum Amsterdam Noord · Centrumeiland · Chassébuurt · Chinatown · Cremerbuurt (Amsterdam) · Cruquius · Czaar Peterbuurt · Da Costabuurt · Dapperbuurt · De Aker · De Baarsjes · De Bongerd · De Eendracht · De Heining · De Krommert · De 9 Straatjes · De Omval · De Pijp · Diamantbuurt · Driemond · Disteldorp · Dubbele Buurt · Duivelseiland · Duvelshoek · Elzenhagen · Erasmusparkbuurt · Floradorp · Frederik Hendrikbuurt · Funenpark · Gaasperdam · Gein · Geuzenveld · Gibraltarbuurt · Gouden Reael · Gulden Winckelbuurt · Grachtengordel · Haarlemmerbuurt · Hallenkwartier · Haven-Stad · Haveneiland · Havenstraatterrein · Helmersbuurt · Het Funen · Holendrecht · Hoofddorppleinbuurt · Houthaven · IJ-oevers · IJburg · IJdock · IJplein · Indische Buurt · Jan Maijenbuurt · Java-eiland · Jeruzalem · Jeugdland ·Jodenbuurt · Jordaan · Julianapark · Kadijken · Kadoelen · Kattenburg · Kinkerbuurt · KNSM-eiland · Kolenkitbuurt · Kop van Jut · Van der Kunbuurt · Laan van Spartaan · Landlust · Landstrekenbuurt · Lastage · Leidsebuurt · Lutkemeer · Marathonbuurt · Marineterrein · Marken · Marktkwartier · Medisch Centrum Slotervaart · Mercatorbuurt · Middelveldsche Akerpolder · Molenwijk · Museumkwartier · Nellestein · Nieuw Sloten · Amsterdam Nieuw-West · Nieuwe Pijp · Nieuwendam · Nieuwendammerdijk en Buiksloterdijk · Nieuwendammerham · Nieuwezijde · Nieuwmarkt · Noorderhof · Noordoever Sloterplas · Noordse Bos · Olympisch Kwartier · Omval · Ookmeer · Oostelijk Havengebied · Oostelijke Eilanden · Oostelijke Handelskade · Oostenburg · Oosterdokseiland · Oosterparkbuurt · Oostoever Sloterplas · Oostpoort · Oostzanerwerf · Osdorp · Oud Osdorp · Oud-Oost · Oud-West · Oud-Zuid · Oude Pijp · Oudezijde · Overamstel · Overhoeks · Overtoombuurt · Overtoomse Buurt · Overtoomse Veld · Park Haagseweg · Park de Meer · Plan van Gool · Plan West · Plan Zuid · Planciusbuurt · Plantagebuurt · Postjesbuurt · Prinses Irenebuurt · Rapenburg · Reigersbos · Riekerpolder · Rieteilanden · Rietlanden · Rivierenbuurt · Robert Scottbuurt · Roeterseiland · Ruigoord · Schinkel (bedrijventerrein) · Schinkelbuurt · Science Park · Sloten · Sloterdijk · Sloterdijk-Centrum · Slotermeer · Slotervaart · Sluisbuurt · Spaarndammerbuurt · Spieringhorn · Sporenburg · Sportheldenbuurt · Staatsliedenbuurt · Stadionbuurt · Steigereiland · Strandeiland · Teleport · Transvaalbuurt · Trompbuurt · Tuindorp Buiksloot · Tuindorp Buiksloterham · Tuindorp Nieuwendam · Tuindorp Oostzaan · Tuttifruttidorp · Van Tijenbuurt · Uilenburg · Universiteitskwartier · Valkenburg · Van der Kunbuurt · Van der Pekbuurt · Van Lennepbuurt · Venserpolder · Vlooienburg · Vogelbuurt · Vogeldorp · Vogeltjeswei · Volewijck · Vondelparkbuurt · Vrije Geer · Waalseiland · Watergraafsmeer · Waterlandpleinbuurt · Waterwijk · Weesp · Weesperbuurt · Weespertrekvaartbuurt · Weesperzijde · Westelijke Eilanden · Westelijke Tuinsteden · Westerdokseiland · Westerpark · Westpoort · Willemspark · Wittenburg · Zeeburg · Zeeburgereiland · Zeeheldenbuurt · Zuidas · Zuideramstel